# 西田豊明
西田 豊明（にしだ とよあき、1948年2月6日 - ）は、静岡県下田市出身のソフトテニス選手。1975年第一回世界ソフトテニス選手権ダブルス優勝。日本体育大学名誉教授。

## 来歴・人物
下田北高等学校時代にインターハイ個人優勝。日本体育大学卒業後に時安繁とペアを組み、アジア選手権〜世界選手権に三大会連続個人優勝、天皇杯全日本選手権に4年連続で決勝進出など『西田・時安時代』を築く。

## 国際大会代表歴
（この節）
第1回世界ソフトテニス選手権（1975）
個人戦優勝（西田・時安） 団体優勝
第9回亜細亜軟式庭球選手権（1973）
個人戦優勝（西田・時安） 団体優勝
第8回亜細亜軟式庭球選手権（1971）
個人戦優勝（西田・時安） 団体優勝